# Мао (Доминиканская Республика)
Санта-Крус-де-Мао, или просто Мао — город, административный центр провинции Валверде на северо-западе Доминиканской Республики.

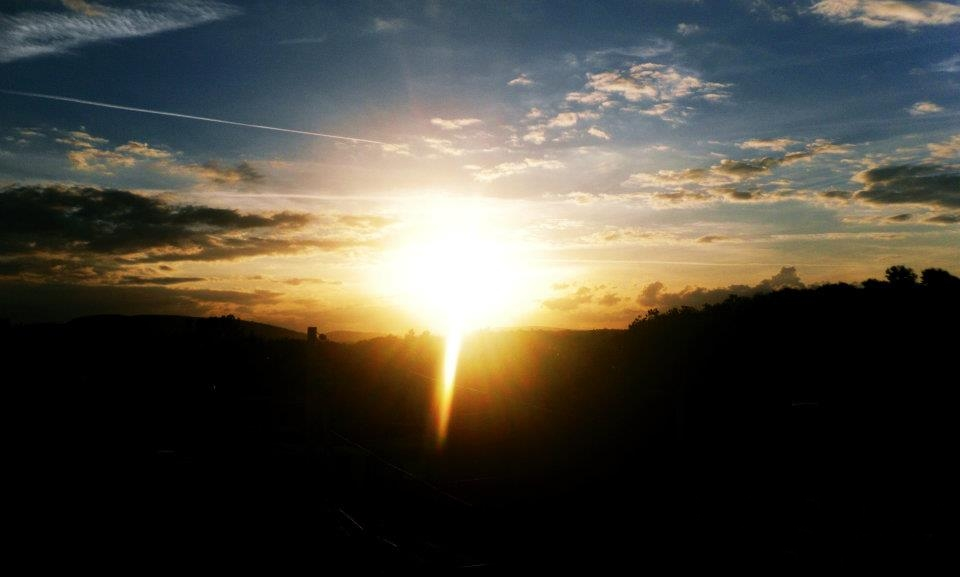
Закат в Мао

Это крупнейший город северо-запада страны. Его название происходит от названия одноимённой реки, которая протекает недалеко от города. Прозвище этого города это «Сьюдад-де-Лос-Беллос-Атардэсерес», досл.: «Город красных закатов»; оно было дано Хуаном де Хесус, известным доминиканским поэтом и писателем. К западу от города нет гор и поэтому очень часто можно увидеть «красный закат», который происходит из-за того, что область, в которой расположен город, очень сухая и в воздухе много пыли. Она и придаёт небу красный оттенок.
Слово Мао происходит от языка таино и буквально звучит как Tierra entre ríos, что означает «земля среди рек», И на самом деле город Мао окружён реками: на юго-западе омывается одноимённой рекой, на севере — Яке-дель-Норте, а на западе — Гурабо.

## Основание
Изначально в Мао поселились фермеры из Монте-Кристи и др. окружающих регионов.

## Население
По разным данным население на 2002 год составляло от 49 до 107 тысяч человек.

## Экономика
Основным видом экономической деятельности города и провинции в целом является сельское хозяйство. Основными продуктами выращивания являются рис, бананы и плантан.